# Elitserien i tennis
Elitserien i tennis är i Sverige den högsta division inom tennisens seriesystem.

## Svenska mästare inomhus genom åren

### Herrar
- 1991: Göteborgs LTK
- 1992: Växjö TS
- 1993: Göteborgs LTK
- 1994: Växjö TS
- 1995: Göteborgs LTK
- 1996: Upsala Studenters IF
- 1997: Växjö TS
- 1998: Stockholms Allmänna LK
- 1999: Göteborgs LTK
- 2000: Göteborgs LTK
- 2001: Göteborgs LTK
- 2002: Göteborgs LTK
- 2003: Göteborgs LTK
- 2004: Kungliga LTK
- 2005: Sandareds TK
- 2006: Lidköpings TK
- 2007: Ullevi TK
- 2008: Fair Play TK
- 2009: Stockholms Allmänna LK
- 2010: Kungliga LTK
- 2011: Fair Play TK
- 2012: Fair Play TK
- 2013: Fair Play TK
- 2014: Uppsala TK
- 2015: Fair Play TK
- 2016: Fair Play TK
- 2017: Fair Play TK
- 2018: Fair Play TK
- 2019: Göteborgs LTK
- 2020: Solna TK

### Damer
- 1991: Stockholms Allmänna LK
- 1992: Stockholms Allmänna LK
- 1993: Stockholms Allmänna LK
- 1994: Landskrona TK
- 1995: TSK Malmen
- 1996: TSK Malmen
- 1997: TSK Malmen
- 1998: Stockholms Allmänna LK
- 1999: Stockholms Allmänna LK
- 2000: Göteborgs LTK
- 2001: Göteborgs LTK
- 2002: Kungliga LTK
- 2003: Kungliga LTK
- 2004: Stockholms Allmänna LK
- 2005: Helsingborgs TK
- 2006: Stockholms Allmänna LK
- 2007: Malmö Bellevue TK
- 2008: Helsingborgs TK
- 2009: Helsingborgs TK
- 2010: Helsingborgs TK
- 2011: Fair Play TK
- 2012: Helsingborgs TK
- 2013: Helsingborgs TK
- 2014: Fair Play TK
- 2015: Fair Play TK
- 2016: Fair Play TK
- 2017: Fair Play TK
- 2018: Helsingborgs TK
- 2019: Fair Play TK
- 2020: Enskede LTK
- 2021: Enskede LTK

## Svenska mästare utomhus genom åren

### Herrar
- 2002: Näsbyparks TK
- 2003: Växjö TS
- 2004:
- 2005: Malmö-Bellevue TK
- 2006: Fair Play TK
- 2007: Linköpings TK
- 2008: Fair Play TK
- 2009: Fair Play TK
- 2010: Piteå TK
- 2011: Danderyds TK
- 2012: Fair Play TK
- 2013: Karlskrona TK
- 2014:
- 2015: Fair Play TK
- 2016: Fair Play TK
- 2017: Fair Play TK
- 2018: Fair Play TK
- 2019: Fair Play TK

### Damer
- 2002: Malmö-Bellevue TK
- 2003: Malmö-Bellevue TK
- 2004: Fair Play TK
- 2005: Norrköpings TK
- 2006: Malmö-Bellevue TK
- 2007: Malmö-Bellevue TK
- 2008: Ullevi TK
- 2009: Fair Play TK
- 2010: Fair Play TK
- 2011: Fair Play TK
- 2012: Helsingborgs TK
- 2013: Fair Play TK
- 2014:
- 2015: Fair Play TK
- 2016: Fair Play TK
- 2017: Fair Play TK
- 2018: Fair Play TK
- 2019: Fair Play TK